# Mathilda Rotkirch
Mathilda Wilhelmina Rotkirch, född 28 juli 1813 i Borgå, död 6 mars 1842 i Åbo, var en finlandssvensk målare. Hon utbildade sig i Stockholm, Paris och Italien. Många av hennes verk är porträtt av personer i hennes omgivning. Hon anses ofta vara Finlands första kvinnliga konstnär.[källa behövs]

## Liv
Mathilda Rotkirch var dotter till presidenten i Vasa hovrätt friherre Carl Fredrik Rotkirch och Augusta Fredrika Elisabeth Aminoff, brorsdotter till greve Johan Fredrik Aminoff. Hon föddes på gården Stensböle, som innehades av hennes far i egenskap av fideikommissarie. Hon hade fem äldre syskon. Familjen flyttade senare till Vasa och år 1832, efter faderns död, till Åbo. Flickorna i familjen undervisades av guvernanter, fru Lind från Sankt Petersburg och fröken Hjerta från Sverige.
På våren 1833 begav sig Mathilda Rotkirch på sin första studieresa till Stockholm. Där studerade hon för Johan Gustaf Sandberg och dennes elev Robert Wilhelm Ekman. Det förekommer uppgifter, bland annat i Carl Gustaf Estlanders De bildande konsternas historia, om att hon skulle ha studerat vid Konstakademien men de stämmer sannolikt inte då kvinnor inte hade tillträde dit vid denna tid. Efter ett års vistelse i Stockholm återvände hon till Åbo och arbetade där under de två följande åren dels under ledning av en norsk ritlärare, Leger, dels på egen hand.
På hösten 1836 flyttade friherinnan Rotkirch med sina döttrar till Stockholm, där de stannade två år. Mathilda Rotkirch återupptog då sina studier för Sandberg och Ekman. Hon blev även medlem av Konstföreningen och kom i kontakt med målaren Sophie Adlersparre som tidvis bodde tillsammans med familjen Rotkirch. De två målade ofta tillsammans och utvecklade en vänskap. År 1838 visades två av Rotkirch tavlor upp på Konstakademiens utställning.
Mellan maj 1940 och maj 1941 befann sig Mathilda Rotkirch på resande fot. Via Stockholm gav hon sig ut, tillsammans med Sophie Aminoff och dennas make Carl Reuterskiöld, på en färd genom Europa. Man besökte bland annat Lübeck, Hamburg, Kassel, Strasbourg, Bern, Genève, Milano och Paris, där Rotkirch stannade en längre tid för att studera för Per Wickenberg och kopiera verk av gamla mästare i Louvren.
Rotkirch led av lungsot och Europaresan tog hårt på hennes krafter. Mindre än ett år efter hemkomsten avled hon, vid 28 års ålder. Hennes begravning ägde rum i Åbo domkyrka och senare gravsattes hon i familjegraven på Näsebacken invid Borgå. Professor Bengt Olof Lille skrev till hennes minne en dikt, samt en annan dikt som lades i hennes kista. I ett minnesord i Åbo Tidningar den 9 mars 1842 skrev man: Såsom artist egde Fröken R. ett obestridligt värde. Hennes taflor äro utmärkta af korrekt teckning och en ytterst behaglig kolorit, varm såsom en sommardag och mild såsom hennes till det eviga ljuset flydda själ.

## Konstnärskap

### Verk
Det finns ett knappt sjuttiotal kända verk av Mathilda Rotkirch. Hennes oeuvre omfattar såväl oljemålningar på duk som teckningar och skisser i blyerts. Många av verken ägs av Svenska litteratursällskapet i Finland men hon är också representerad på Ateneum och Cygnaei galleri.
Mathilda Rotkirchs första målningar var kopior av andra konstnärers verk. I början av studieperioden i Stockholm valde hon gärna religiösa motiv; hon målade Frälsaren, Evangelisten Johannes och Sankta Cecilia efter Agnese Dolcis förlaga på Nationalmuseum. Hennes första originalmålningar är Svensk bondgosse och Läsande flicka, båda från 1834. Svensk bondgosse är målad efter levande modell medan Läsande flicka är en övermålning av ett annat verk, som på ett ställe skymtar under färgen.
En av Rotkirchs tekniskt bästa målningar är Vingåkersflickan, 1837. Den föreställer en flicka iförd en helgdagsdräkt från Vingåker som är återgiven på ett detaljerat och omsorgsfullt sätt. Motivvalet kan härledas till påverkan av Rotkirchs lärare i Stockholm, Johan Gustaf Sandberg, som intresserade sig för allmogens liv och själv målade flera motiv från Vingåkersbygden.
Ett annat viktigt verk är Andakt (Ett ungt fruntimmer i sin andakt), 1838, som hade en stor inflytande på hur Rotkirchs konstnärskap uppfattades efter hennes bortgång. Det är dock oklart om det är en kopia eller ett självständigt verk. Konstnären skänkte målningen till teologen Bengt Olof Lille och det är möjligt att den utfördes speciellt för honom. År 1845 publicerade den litterära kalendern Necken en dikt av Lille betitlad Bönens engel som har tolkats som en litterär beskrivning av konstverket. B. O. Schauman berömde Andakt 1865 i Fotografier av finska målares taflor för dess enkelhet och såg i den en påverkan av renässansen; Hufvudstadsbladets konstkritiker Signe Tandefelt beskrev den 1938 som allvarlig och känslofull.
En stor del av Rotkirchs konstnärliga produktion är porträtt av hennes närstående och bekanta. Hon målade av bland andra sin syster Aurora Teresia, båda föräldrarna, friherrinnan Sophie Aminoff, väninnan Sophie Adlersparre, kammarherre Carl Reuterskiöld och greve Johan Fredrik Aminoff.

### Utställningar
Rotkirch hade sin utställningsdebut 1838 i Stockholm, då hennes Vingåkersflickan och ett porträtt av Sophie Adlersparre ställdes ut på Konstakademien. Två år senare ställde hon ut ett porträtt av Louise Moll, även det på Konstakademien. Efter hennes död har hennes verk visats vid ett flertal i utställningar i Finland, inledningsvis hos Finska Konstföreningen i Helsingfors men senare även på Ateneum: år 1905 var fyra av hennes tavlor med i en utställning om kvinnliga konstnärer. En kritiker i Helsingfors-Posten ansåg då att hennes dukar vittna genomgående om dilettantism, dessutom ofta om svulst. Hanna Cederholm i Nutid uppgav emellertid att af hennes nu utställda taflor synes mig porträttet af »Amiral Axel Boije såsom barn» och främst »Andakt» anmärkningsvärda genom en fin och känslig färgbehandling och någonting visst personligt i uppfattningen.
Tavlan Greve J. F. Aminoff lägger patiens var med på Nordiska museets utställning Spelkort 1959.
År 2002 arrangerade Borgå museum en utställning tillägnad henne, "Mathilda Rotkirch – porträtt från romantiken". År 2006 visades hennes verk, jämte Alexandra Frosterus-Såltins, Fanny Churbergs och Eveliina Särkeläs på en utställning i Tikanojas konsthem i Vasa.

### Finlands första kvinnliga konstnär?
Rotkirch har kallats Finlands första kvinnliga konstnär, en klassificering som kan spåras tillbaka till 1865 då hon benämns som sådan av Berndt Otto Schauman i Fotografier av finska målares taflor och som senare populariserades av Johan Jakob Tikkanen. Den sistnämnde beskrev henne som den första kvinnliga konstnären i Finland "i modern mening". Man känner dock till ett par andra finländskor som tidigare än Rotkirch ägnade sig åt konsten, såsom Margareta Capsia (1682–1759), Helena Arnell (1697–1751) och Lovisa Charlotta Malm-Reuterholm (1768–1845).